# Henryk (książę Meklemburgii)
Henryk (zm. w maju 1466 r.) – książę Meklemburgii-Stargard od 1417 r. 
Henryk był jednym z synów księcia Meklemburgii na Stargardzie Ulryka I i Małgorzaty, córki księcia szczecińskiego Świętobora I. W 1417 r., gdy zmarł jego ojciec, wraz z bratem objął tron w części Meklemburgii ze Stargardem. Panował początkowo wspólnie z bratem Albrechtem II i kuzynem Janem III. Obaj jednak zmarli bezpotomnie za życia Henryka (Albrecht II w 1423 r., Jan III w 1438 r.) i w ten sposób został samodzielnym władcą Meklemburgii-Stargard. 
Początkowy okres panowania, aż do 1427 r., wypełniła wojna, jaką książęta meklemburscy toczyli przeciwko margrabiemu Brandenburgii Fryderykowi I Hohenzollernowi, pragnącemu odzyskania należącego niegdyś do Brandenburgii Stargardu. W jej toku, przez wiele lat w niewoli brandenburskiej przebywał kuzyn Henryka, Jan III, zwolniony w 1427 r. za cenę uznania brandenburskiego zwierzchnictwa nad Stargardem.
W 1436 r. zmarł Wilhelm, ostatni książę z linii dynastii meklemburskiej rządzącej Werle (odrębna część władztwa pierwszych książąt meklemburskich, wydzielona na skutek podziału między synów książęcych w 1227 r.). Henryk wraz ze współrządzącym Janem III, a także władcy Meklemburgii-Schwerin: Henryk IV Gruby i Jan V uznali się za jego dziedziców. Roszczenia do tego terenu zgłosił jednak także Fryderyk Hohenzollern (Brandenburgii sprawowała zwierzchność lenną nad częścią Werle). Konflikt został zakończony traktatem zawartym w 1442 r., zgodnie z którym Fryderyk zrezygnował ze zwierzchności i roszczeń do Werle, a okręg ten otrzymali wspólnie książęta meklemburscy. Książęta ci zagwarantowali elektorowi brandenburskiemu jedynie prawo dziedziczenia w Meklemburgii w przypadku wygaśnięcia tutejszej dynastii, zgodzili się na niewielkie ustępstwa terytorialne oraz oddali zwierzchność lenną nad Putlitz.
Henryk był trzykrotnie żonaty. Pierwszą żoną była Judyta (zm. przed 1428), córka księcia Werle Mikołaja V. Drugą żoną była Ingeborga (ok. 1407–przed 4.9.1452), córka księcia stargardzkiego i słupskiego Bogusława VIII. Z tego małżeństwa pochodził syn i następca Henryka, Ulryk II. Trzecią żoną Henryka była Małgorzata (zm. 1512), córka księcia  Lüneburga Fryderyka Pobożnego. Z tego małżeństwa pochodziły dwie córki: Magdalena (żona księcia bardowskigo, rugijskigo i wołogoskiego Warcisława X, a następnie hrabiego Barby i Mühlingen Burcharda VII) oraz Anna.